# Tangram Part I - IV
Tangram Part I - IV è un singolo pubblicato nel 1980 in Germania dalla band tedesca di musica elettronica, i Tangerine Dream.
A differenza dei singoli precedenti, questo è stato pubblicato in versione EP a 33 giri.
Il disco si compone di quattro estratti: i primi due (Part I e II) provengono dalla prima parte di Tangram, gli altri (Part III e Part IV) dalla seconda.

## Lista delle tracce
1. Tangram Part I - 2:26
2. Tangram Part II - 7:37
3. Tangram Part III - 4:45
4. Tangram Part IV - 3:29

## Formazione
- Edgar Froese – tastiere e chitarra
- Christopher Franke – tastiere e drum machine
- Johannes Schmoelling – tastiere